# Hans Driesch
Hans Adolf Eduard Driesch (Bad Kreuznach, 28 ottobre 1867 – Lipsia, 16 aprile 1941) è stato un biologo e filosofo tedesco, le cui ricerche nel campo dell'embriologia sperimentale di cui fu uno dei pionieri, condotte sul riccio di mare alla Stazione zoologica di Napoli fra il 1891 ed il 1900, contribuirono al suo tentativo di creare una filosofia su base scientifica per spiegare la vita ed i suoi fenomeni.

## Biografia
Si laureò in Scienze Biologiche specializzandosi sia in zoologia che in embriologia comparata all'Università di Lipsia, in Germania, nel 1891.
Fu presidente della Society for Psychical Research dal 1926 al 1927.

### Adesione al vitalismo
Dopo aver tentato di spiegare lo sviluppo degli embrioni sulla base di teorie meccaniciste, prese atto dell'insufficienza di una tale spiegazione e pervenne all'ammissione di un principio vitale immateriale, sovraindividuale e non meccanicistico, insito negli organismi, che rappresenta la finalità della natura, la potenzialità biologica, e perciò è la causa dello sviluppo e dell'evoluzione dei viventi, così come dell'individualità e delle particolarità con cui ciascun organismo si struttura.
A questo principio vitale Driesch diede il nome aristotelico di entelechìa.
Con la sua filosofia vitalistica, che sconfinava nella metafisica, Driesch si opponeva alle teorie meccanicistiche degli evoluzionisti, a cominciare da quella di Ernst Haeckel (1834-1919) del quale era stato allievo a Jena prima di laurearsi.
Sviluppò inoltre la teoria rigenerativa dell'«equipotenza» riprendendola da Wilhelm Roux a seguito di esperimenti sulle uova di echino, constatando come ogni parte di esse fosse dotato di capacità riproduttiva dell'intero embrione.
Abbandonata l'embriologia sperimentale, Driesch si dedicò all'esposizione del suo pensiero insegnando filosofia della natura alle Università di Heidelberg (1909-1920), di Colonia (1920-1921) e di Lipsia (1921-1926).
Si dedicò negli ultimi anni anche a studi di parapsicologia, giungendo, nel suo trattato sull'argomento, alla seguente affermazione di sintesi: «I fenomeni parapsichici non rappresentano, effettivamente, che un vitalismo esteso, ossia un super-vitalismo».

## Opere
- Teoria analitica dello sviluppo organico (1894)
- Storia del vitalismo (1905)
- Filosofia dell'organismo (1908)
- Corpo ed anima (1916)
- Parapsicologia (1932).